# Warneckea bequaertii
Warneckea bequaertii är en tvåhjärtbladig växtart som först beskrevs av De Wild., och fick sitt nu gällande namn av Jacq.-fél.. Warneckea bequaertii ingår i släktet Warneckea och familjen Melastomataceae. IUCN kategoriserar arten globalt som sårbar. Inga underarter finns listade i Catalogue of Life.